# Facebook Messenger
Chronologie des versions
Facebook
Messenger, anciennement connu sous le nom de Facebook Messenger, est un système de messagerie instantanée créé par la société Facebook (aujourd’hui Meta), et incorporé aux réseaux sociaux Facebook et Instagram.
L'application, disponible sous Windows et sous divers systèmes d'exploitation mobile, permet aux membres du réseau social de dialoguer avec leurs contacts sans être forcément connectés au site web.
En juin 2014, David Marcus est embauché par Facebook et devient vice-président de la messagerie Messenger. En mai 2018, il quitte la vice-présidence pour se consacrer à des projets liés à la blockchain.
Depuis le mois de juillet 2015, les applications mobile de Facebook redirigent systématiquement la messagerie sur l'application Facebook Messenger. L'application est aussi devenue accessible aux utilisateurs ne disposant pas de compte Facebook mais s’inscrivant avec leur numéro de téléphone.
Depuis mars 2024, avec l'entrée en application de la législation européenne sur les marchés numériques, l'application propose soit de continuer à l'utiliser avec un compte Facebook, ce qui permet d'envoyer des messages aux comptes Facebook, soit de créer un compte distinct. Cette législation impose à la messagerie de proposer une interconnexion avec les autres messageries instantanées si celles-ci en font la demande.

## Fonctionnalités

### Contacts
Les contacts de Messenger sont les mêmes que ceux de Facebook, sauf qu'ils sont appelés « contacts » au lieu d'« amis ». Les utilisateurs de Messenger peuvent chercher et trouver leurs contacts grâce à leur carnet d'adresses : il suffit d'enregistrer son numéro de téléphone sur l'application. Le numéro reste invisible aux autres utilisateurs, il est considéré comme une information personnelle.
- Rechercher des comptes sur l'appareil
- Voir votre fiche de contact
- Voir les contacts

### SMS
- Recevoir des messages textes (SMS)
- Voir les messages textes (SMS ou MMS)
- Envoyer des SMS
- Modifier les messages textes reçus (SMS et MMS)

### Appareil photo/Micro
- Prendre des photos et filmer des vidéos
- Enregistrer un fichier audio
- (344 KB pour une minute d'appel

### Nouvelles fonctionnalités
- En 2017, le bouton « je n'aime pas » fait son apparition dans les émojis proposés dans les conversations.[réf. souhaitée]
- En 2017, Facebook veut faciliter le transfert d'argent dans son application Facebook Messenger[4].
- En 2017, Facebook annonce qu'après une phase de test concluante en Thaïlande et en Australie, des publicités vont être intégrées à Messenger[5].
- En juillet 2020, Messenger met en place le partage d'écran[6].
- En septembre 2020, Messenger limite le transfert d'un même message. Les utilisateurs ne peuvent plus transférer un même message plus de cinq fois à leurs contacts[7].
- En octobre 2020, une mise à jour permet la fusion de la messagerie Facebook Messenger avec celle d'Instagram[8].

## Audience
En 2019, Messenger est la messagerie instantanée la plus utilisée dans les pays occidentaux. Chaque mois plus de 20 milliards de messages sont envoyés entre particuliers et entreprises. 300 000 dialogueurs sont actifs sur la plateforme, Messenger est la deuxième application pour iPhone la plus populaire, juste derrière Facebook.

## Controverses

### Données personnelles
Les autorisations dont dispose l’application ont inquiété une partie de ses utilisateurs. En effet, les fonctionnalités de Facebook Messenger sont multiples et sont liées au compte Facebook de l'utilisateur.
Dans le cadre du scandale Cambridge Analytica, Facebook a reconnu que ses robots indexaient les contenus des messages privés de ces utilisateurs sur Messenger.

### Empreinte environnementale
Facebook Messenger, au même titre que Google Hangouts, stocke le contenu des échanges pour une durée indéterminée dans le cloud, c'est-à-dire sur de nombreux serveurs. Pour l'utilisateur, cela a pour avantage de pouvoir retrouver l'historique de ses échanges sur tous les appareils sur lesquels il se connecte. Le revers de ceci est une consommation électrique importante et permanente, pour alimenter et refroidir les centres de données qui abritent ces serveurs.

### Panne géante en octobre 2021
Le 4 octobre 2021 vers 11 h 40 (heure de la côte est américaine), 17 h 40 (heure en Europe de l'ouest), tous les services du groupe Facebook (Facebook, Messenger, WhatsApp, Instagram) deviennent inaccessibles, affectant plus 3 milliards d'utilisateurs de ces différents services dans le monde,. La panne sans précédent, qui dure plus de six heures avec un rétablissement progressif à partir de 0 h 30 CET, touche jusqu'aux employés de l'entreprise qui ne peuvent pas gagner leurs bureaux dans la mesure où leurs badges ne fonctionnent pas, ce qui retarde la possibilité de mesurer l'ampleur des dégâts. Cette panne géante serait due à changement de configuration défectueux de ses serveurs. L'action Facebook au Nasdaq dévisse dans la journée de 4,89 %.

## Identité visuelle (logo)

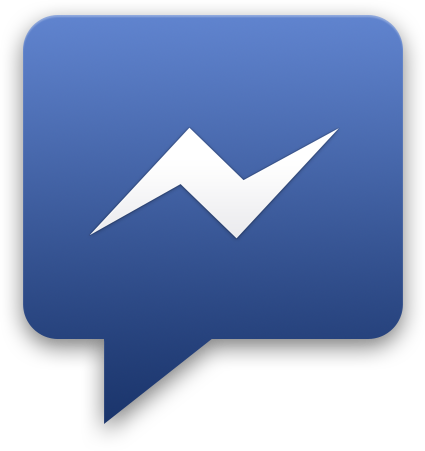
Logo de 2011 à 2013
Logo de 2013 à 2018
Logo de 2018 à 2020
Logo de 2020 à 2025
Logo à partir de 2025